# Phyllis Neilson-Terry
Phyllis Neilson-Terry (Londres, 15 de octubre de 1892-Londres, 25 de septiembre de 1977) fue una actriz británica, miembro de la tercera generación de la dinastía teatral de la familia Terry.
Tras su éxito inicial en el teatro representando a los clásicos, incluidos varios papeles protagonistas en obras de Shakespeare, pasó más de cuatro años en los Estados Unidos. A su regreso a Inglaterra en 1919 siguió una carrera variada, que incluyó cabaré, revista y variedades, y volvió a Shakespeare y otros clásicos. Uno de sus últimos papeles destacados fue en la obra de Terence Rattigan Mesas separadas (1954), que representó en el West End y en Broadway.

## Biografía
Nació en Londres, hija de la actriz Julia Neilson y el actor Fred Terry. Otro hijo de la pareja era el hermano menor de Phyllis, Dennis Neilson-Terry, quien también se dedicó a los escenarios. Inició sus estudios en Westgate-on-Sea, ciudad costera al noreste de Kent , después en París, y luego en la Royal Academy of Music de Londres, donde estudió para ser cantante.
Hizo su primera aparición en un escenario en 1909, en la compañía teatral de su padre durante una gira en Blackpool; interpretó el papel de Marie de Belleforêt en Henry of Navarre, bajo el nombre artístico de Phillida Terson, en un intento de disimular su pertenencia a la dinastía Terry, pero no tuvo éxito y al año siguiente lo dejó y volvió a utilizar su propio nombre. Su debut en Londres fue con el mismo papel, en el New Theatre en enero de 1910. Al mes siguiente, cuando su madre se encontraba enferma, se hizo cargo del papel protagonista, Marguerite de Valois. El crítico teatral de The Observer comentó que su actuación en un papel tan importante «permite calificarla como muy prometedora».
En abril de 1910 interpretó a Viola en Noche de reyes, en la compañía de sir Herbert Beerbohm Tree en el His Majesty Theatre, junto a un reparto que incluía a Tree como Malvolio y a su padre como el hermano gemelo de Viola, Sebastian, un papel que había desempeñado anteriormente pero junto a la Viola de su hermana, Ellen. Sus críticas fueron entusiastas; The Observer dijo que las expectativas eran extremadamente altas, pero «demostró ser capaz de justificar todas y aún más de las expectativas que su esfuerzo había despertado», y The Times que «ganó el corazón de todos desde el primer momento de su aparición». Tree, en un discurso posterior a la bajada del telón, predijo que «añadiría nuevos honores al nombre de Terry durante muchos años».
De 1910 a 1914 representó una gran variedad de papeles; entre sus papeles en los clásicos se encuentran el de Rosalinda en Como gustéis (1911), Julieta en Romeo y Julieta, Desdémona en Otelo y Porcia en El mercader de Venecia (todas en 1912). También apareció en obras modernas, como una representación de Trilby, con Tree en el papel de Svengali. Continuó desempeñando este papel en muchas partes del mundo en años posteriores, y también fue este personaje en su primera aparición en la gran pantalla, en la película muda estadounidense del mismo título. En 1914 se fue a los Estados Unidos y, tras firmar un contrato a largo plazo, no regresó a Gran Bretaña hasta 1919. En Estados Unidos repitió su Trilby, apareció cantando en vodeviles, recitaciones y fragmentos de Shakespeare e interpretó a Nora Marsh en The Land of Promise, de Somerset Maugham.
En el Oxford Dictionary of National Biography, el periodista y crítico teatral J. C. Trewin escribió que fue «desafortunado» que Fred Terry pocas veces hubiera ampliado su repertorio a los grandes papeles clásicos para los cuales encajaba su talento. En el obituario en The Times's de la hija de Terry hizo una observación similar sobre ella y comentó que, tras regresar de los Estados Unidos, no recuperó la posición sobresaliente que había ganado como actriz en su juventud. Al igual que en América, realizó giras con programas de variedades ligeras y en efímeras obras para el gran público. Entre estas últimas estaba The Wheel, de J. B. Fagan, en la que le dio a su joven primo John Gielgud su primer papel remunerado, en 1922.
Durante la década de 1920 realizó una gira por Sudáfrica y, ya en Gran Bretaña, siguió una carrera muy variada con actuaciones desde cabaré hasta pantomima en el Teatro Drury Lane. Actuó en obras de Shakespeare en el Regent's Park Open Air Theatre y en gira con Donald Wolfit. En la década de 1930 interpretó a Lady Macbeth y a la reina Catalina en Enrique VIII en el Shakespeare Memorial Theatre de Stratford-upon-Avon. En opinión de Gielgud, su papel más notable de los años de entreguerras fue el de la reina Isabel en la obra de Ferdinand Bruckner Elizabeth of England: «En esta obra mostró un poder trágico inesperado en la escena en la que Essex irrumpe ante su presencia para encontrarla sin pelo y desaliñada». Su primera aparición en una película de cine sonoro fue One Family (1930).
Entre sus papeles durante la década de 1940, están el de señorita Ruth en Adiós, señorita Ruth, de la que Gielgud dijo que actuó «con una gracia que no disminuía». En la década de 1950 su papel más notable fue la Sra. Railton-Bell, la tiránica matriarca de la obra de Terence Rattigan Mesas separadas. Posteriormente interpretó el papel en Broadway. Sus últimas actuaciones en los escenarios teatrales fueron como Lady Bletchley en Let Them Eat Cake (1959), de Frederick Lonsdale, y como Lady Godolphin en Off a Duck's Back (1960), de Robert Kemp.
Estuvo dos veces casada, y sus dos maridos también fueron actores: Cecil King y Heron Carvic.Heron Carvic. Murió en Londres a los 84 años de edad.

## Filmografía
- Trilby, 1915
- L'appel du sang, 1921 (en EE. UU. The Call of the Blood), como Hermione Lester
- Trilby, cortometraje, 1922, como Trilby
- Tense Moments with Great Authors, 1922 (serie de 12 cortometrajes; apareció en el primero: Trilby)
- Boadicea, 1928, como la reina Boadicea
- One Family, 1930, como 'Australia'
- Behold, the King, telefilme, 1957, como Elpis
- Rx for Murder, 1958, como Lady Lacy
- Mirando hacia atrás con ira (Look Back in Anger, 1959), como Mrs. Redfern
- La guerra secreta de Sor Catherine (Conspiracy of Hearts, 1960), como Hermana Elizaveta